# Jamie Webster
Jamie Webster (* 1994 in Liverpool) ist ein englischer Folk-Pop-Sänger. Mit der Fußballhymne Allez Allez Allez für den FC Liverpool wurde er 2018 entdeckt. Mit seinen ersten Albumveröffentlichungen kam er in die Top 10 der britischen Charts.

## Biografie
Jamie Webster wollte als Anhänger seines Heimatstadtvereins FC Liverpool Fußballprofi werden, gab aber mit 15 Jahren erfolglos auf und wandte sich der Musik zu. Seine Teenagerband hielt aber nicht lange, deshalb begann er nach der Schulzeit, alleine mit Gitarre in Pubs aufzutreten und Coversongs zu spielen. Außerdem machte er auch Auftritte an den Spieltagen seines Vereins und sorgte mit Fußballsongs wie der Liverpool-Hymne You’ll Never Walk Alone für Stimmung unter den Fans.
Er fing auch an, eigene Songs zu schreiben, darunter das ebenfalls als Fußballhymne gedachte Allez, Allez, Allez, basierend auf der Italo-Disco-Melodie L’estate sta finendo, 1985 ein Hit von Righeira. Es wurde der Clubsong in der Champions-League-Saison 2018/19, er trat damit bei den großen Fanpartys auf, unter anderem vor circa 50.000 Fans beim Finale in Madrid und nach dem Sieg bei der Titelfeier in Liverpool. Aufnahmen machten im Internet die Runde und es wurde ein viraler Hit.
Danach ging er seine Musikerkarriere professionell an und begann mit dem Produzenten Rich Turvey Songs aufzunehmen. Webster singt in starkem Liverpooler Dialekt und schreibt seine Songs über Themen der Arbeiterklasse. Seine erste Single Weekend in Paradise kam auf über 100.000 Abrufe und nach weiteren Songveröffentlichungen folgte im August 2020 sein Debütalbum We Get By. Er platzierte sich damit auf Anhieb in den Top 10 der britischen Charts und bekam zusätzliche Aufmerksamkeit, weil er die erste Ausgabe der neu eingeführten Folk-Charts anführte. Im Jahr darauf folgten weitere Singles und ein im Studio eingespieltes Livealbum. Anfang 2022 hatte er sein zweites Album Moments fertiggestellt. Nach Veröffentlichung stieg es auf Platz 3 der Charts ein.

## Diskografie
Alben
- Demos (EP, 2019)
- We Get By (2020)
- Boss (EP, 2020)
- Live from Parr Street Studios (2021)
- Moments (2022)
- Back Pages (EP, 2022)

Lieder
- Allez Allez Allez (2018)
- Weekend in Paradise (2019, UK: Gold)[3]
- Living for Yesterday (2020)
- Grinding the Gears (2020)
- Something’s Gotta Give (2020)
- This Place (2020)
- Common People (2020)
- Days Unknown (2021)
- Going Out (2021)
- Davey Kane (2021)
- North End Kid (2021)